# شهر قدیم آمل
شهر قدیم آمل مربوط به دوران‌های تاریخی پس از اسلام و بعد اسلام است و در آمل، محله پائین بازار واقع شده و این اثر در تاریخ ۱۳ اردیبهشت ۱۳۷۸ با شمارهٔ ثبت ۲۳۳۰ به‌عنوان یکی از آثار ملی ایران به ثبت رسیده‌است.